# 沃布利茨河
53°10′30″N 13°13′45.5″E / 53.17500°N 13.229306°E

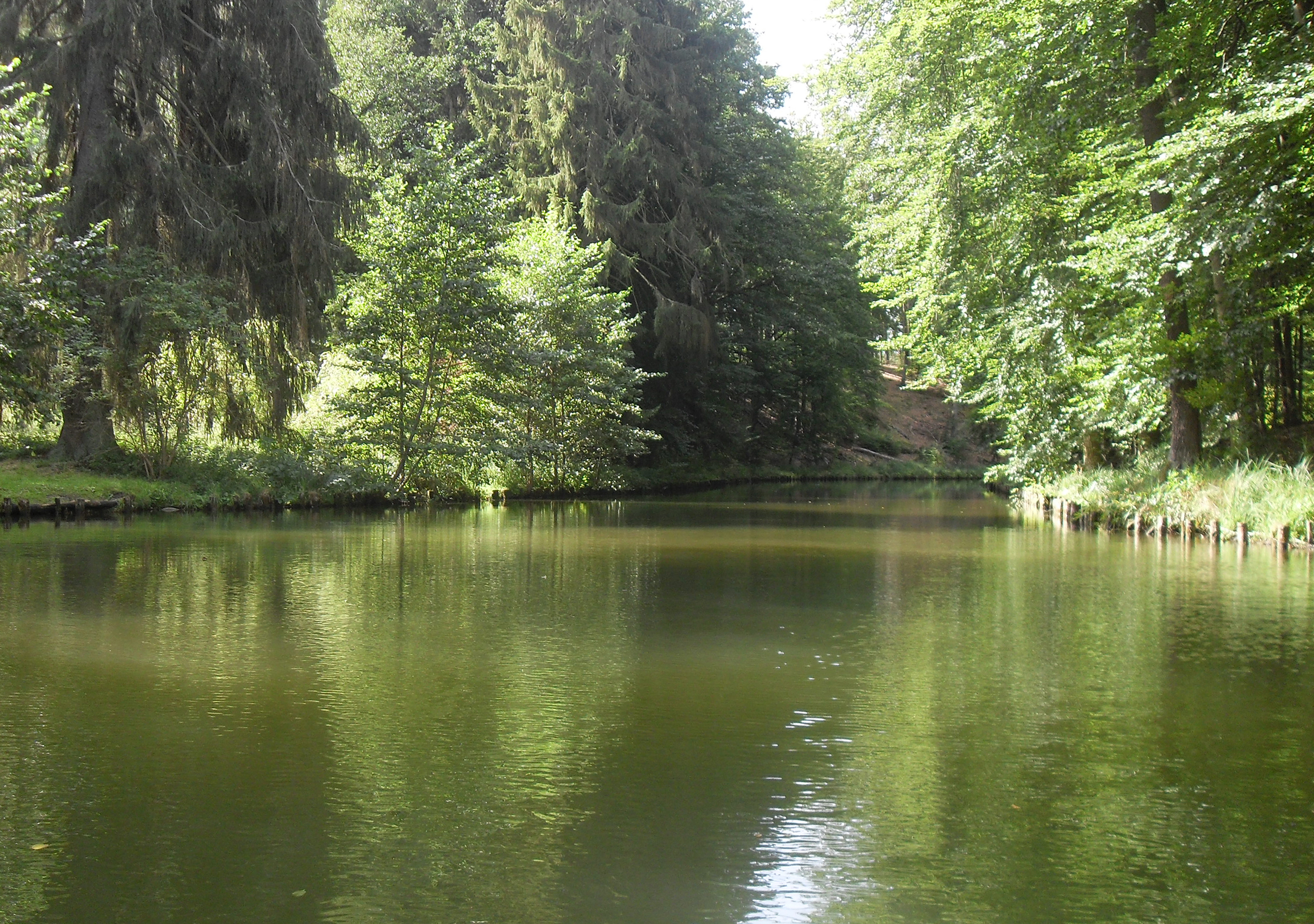
沃布利茨河

沃布利茨河（德語：Woblitz），是德國勃蘭登堡州的河流，位於該國東北部，屬於哈弗爾河的左支流，發源自大呂興湖，河口處在施托尔普湖。